# Volta a Llombardia 2018
La Volta a Llombardia 2018, 112a edició de la Volta a Llombardia, es disputà el dissabte 6 d'octubre de 2018, amb un recorregut de 241 km entre Bèrgam i Como. Aquesta va ser la 35a prova de l'UCI World Tour 2018.
El vencedor final fou el francès Thibaut Pinot (Groupama-FDJ), que s'imposà en solitari i 32" d'avantatge sobre l'italià Vincenzo Nibali (Bahrain-Merida), vencedor el 2017. Completà el podi el belga Dylan Teuns (BMC Racing).

## Equips participants
El 18 equips UCI World Tour són presents en aquesta cursa, així com sis equips continentals professionals convidats:
| WorldTeams (18)- AG2R La Mondiale - Astana - Bahrain-Merida - BMC Racing Team - Bora-Hansgrohe - Dimension Data - EF Education First-Drapac p/b Cannondale - Groupama-FDJ - Katusha-Alpecin - Lotto NL-Jumbo - Lotto Soudal - Mitchelton-Scott - Movistar Team - Quick-Step Floors - Sky - Team Sunweb - Trek-Segafredo - UAE Team Emirates Equips continentals professionals (6)- Androni Giocattoli-Sidermec - Bardiani CSF - Fortuneo-Samsic - Israel Cycling Academy - Nippo-Vini Fantini-Europa Ovini - Wilier Triestina-Selle Italia |
| |

## Classificació final
| \| Classificació general \| Classificació general \| Classificació general \| Classificació general \| Classificació general \| \| Corredor \| Corredor \| Equip \| Temps \| \| \| --------------------- \| --------------------------- \| --------------------------- \| --------------------- \| --------------------- \| \| 1r \| Thibaut Pinot \| Groupama-FDJ \| 5h 53' 22" \| \| \| 2n \| Vincenzo Nibali \| Bahrain-Merida \| + 32" \| \| \| 3r \| Dylan Teuns \| BMC Racing Team \| + 43" \| \| \| 4t \| Rigoberto Urán \| EF Education First-Drapac \| + 43" \| \| \| 5è \| Tim Wellens \| Lotto-Soudal \| + 43" \| \| \| 6è \| Ion Izagirre Insausti \| Bahrain-Merida \| + 43" \| \| \| 7è \| Rafał Majka \| Bora-Hansgrohe \| + 43" \| \| \| 8è \| Domenico Pozzovivo \| Bahrain-Merida \| + 43" \| \| \| 9è \| Daniel Martin \| UAE Team Emirates \| + 48" \| \| \| 10è \| George Bennett \| LottoNL-Jumbo \| + 1' 22" \| \| \| 11è \| Alejandro Valverde Belmonte \| Movistar Team \| + 1' 31" \| \| \| 12è \| Egan Bernal Gómez \| Team Sky \| + 1' 31" \| \| \| 13è \| Michael Woods \| EF Education First-Drapac \| + 1' 31" \| \| \| 14è \| Sébastien Reichenbach \| Groupama-FDJ \| + 1' 31" \| \| \| 15è \| Mikel Nieve Iturralde \| Mitchelton-Scott \| + 1' 31" \| \| \| 16è \| Dario Cataldo \| Astana \| + 1' 57" \| \| \| 17è \| Primož Roglič \| LottoNL-Jumbo \| + 3' 04" \| \| \| 18è \| Patrick Konrad \| Bora-Hansgrohe \| + 3' 33" \| \| \| 19è \| Mattia Cattaneo \| Androni Giocattoli-Sidermec \| + 3' 33" \| \| \| 20è \| Jakob Fuglsang \| Astana \| + 3' 33" \| \| |                             |                             |            |
| |                             |                             |            |
| Font: ProCyclingStats |                             |                             |            |
| Classificació general |                             |                             |            |
| Corredor | Corredor                    | Equip                       | Temps      |
| 1r | Thibaut Pinot               | Groupama-FDJ                | 5h 53' 22" |
| 2n | Vincenzo Nibali             | Bahrain-Merida              | + 32"      |
| 3r | Dylan Teuns                 | BMC Racing Team             | + 43"      |
| 4t | Rigoberto Urán              | EF Education First-Drapac   | + 43"      |
| 5è | Tim Wellens                 | Lotto-Soudal                | + 43"      |
| 6è | Ion Izagirre Insausti       | Bahrain-Merida              | + 43"      |
| 7è | Rafał Majka                 | Bora-Hansgrohe              | + 43"      |
| 8è | Domenico Pozzovivo          | Bahrain-Merida              | + 43"      |
| 9è | Daniel Martin               | UAE Team Emirates           | + 48"      |
| 10è | George Bennett              | LottoNL-Jumbo               | + 1' 22"   |
| 11è | Alejandro Valverde Belmonte | Movistar Team               | + 1' 31"   |
| 12è | Egan Bernal Gómez           | Team Sky                    | + 1' 31"   |
| 13è | Michael Woods               | EF Education First-Drapac   | + 1' 31"   |
| 14è | Sébastien Reichenbach       | Groupama-FDJ                | + 1' 31"   |
| 15è | Mikel Nieve Iturralde       | Mitchelton-Scott            | + 1' 31"   |
| 16è | Dario Cataldo               | Astana                      | + 1' 57"   |
| 17è | Primož Roglič               | LottoNL-Jumbo               | + 3' 04"   |
| 18è | Patrick Konrad              | Bora-Hansgrohe              | + 3' 33"   |
| 19è | Mattia Cattaneo             | Androni Giocattoli-Sidermec | + 3' 33"   |
| 20è | Jakob Fuglsang              | Astana                      | + 3' 33"   |